# Malo Kerfriden
 (octobre 2018).
Si vous disposez d'ouvrages ou d'articles de référence ou si vous connaissez des sites web de qualité traitant du thème abordé ici, merci de compléter l'article en donnant les références utiles à sa vérifiabilité et en les liant à la section « Notes et références ».
Malo Kerfriden, né le 17 novembre 1972 à Redon (Ille-et-Vilaine), est un dessinateur français de bande dessinée. 

## Biographie
Malo Kerfriden est né le 17 novembre 1972 à Redon. Petit-fils de l'écrivain breton Pierre-Jakez Hélias, auteur du Cheval d'orgueil et fils d’un membre du fanzine de bande dessinée breton Frilouz, il suit des études de lettres et d’arts plastiques dans un lycée de Rennes ; il y rencontre Stéphane Duval, le futur auteur des Lutins et de Janet Jones, qui le présente à Pascal Bertho, fondateur du fanzine Rennais Atchoum. C’est là, en 1988, qu’il fait la connaissance de David Chauvel, Jérôme Lereculey, Fred Simon, Joub… 
Après trois ans en faculté d’histoire de l’art à Rennes, Malo Kerfriden intègre en 1994 l’atelier bande dessinée de l'École des Beaux-Arts d’Angoulême où il passe trois années. Il complète sa formation en fréquentant le même atelier que Denis Bajram. 
Parallèlement, Malo Kerfriden joue aussi de la basse dans le groupe angoumoisin The Lost Minds qui signe un album et deux singles sur le label anglais Detour Records. Puis, en 1997, de retour à Rennes, il fonde l’atelier Twin Peaks avec deux anciens élèves d’Angoulême : Lionel Chouin et Marc-Antoine Boidin. 
Parmi ses références bande dessinée se trouvent Rochette, Otomo, Sakaguchi et Dave Gibbons.

## Albums
- Quarterback (scénario David Chauvel), Delcourt

1. Tome 1 : Wade Mantle (2000)
2. Tome 2 : Ralph Aparicio (2001)
3. Tome 3 : Red Greenberg (2002)
4. Tome 4 : Smokey Vaughan (2003)

- KGB (scénario Valérie Mangin), Quadrants

1. tome 1 : Les Démons du Kremlin
2. tome 2 : Le sorcier de Baïkonour
3. tome 3 : Le royaume de Belzébuth
4. tome 4 : La Porte du Paradis

- Traffic, (scénario Alexis Robin, couverture Jean Giraud), Bamboo

1. Contre la montre, 2009

- La Rage (scénario Pierre Boisserie), 12bis

1. Amina, 2011 (Sélection Officielle du Festival International de la Bande Dessinée d'Angoulême 2012)
2. Fred, 2013

- Otaku Blue (scénario Richard Marazano), Dargaud

1. Tokyo Underground, 2012
2. Obsessions, 2013

- La Banque (scénario Pierre Boisserie et Philippe Guillaume

1. Tome 3 : Les Comptes d'Haussmann, 2015
2. Tome 4 : Le Pactole de la Commune, 2016

- L'Abolition - Le Combat de Robert Badinter, scénario de Marie Bardiaux-Vaïente, Glénat, 2019 (ISBN 978-2-344-02650-2).
- L'Enfer est vide, tous les démons sont ici, scénario de Marie Bardiaux-Vaïente, Glénat, 2021 (ISBN 978-2-344-04004-1).
- Res Publica - Res Publica : Cinq ans de résistance : 2017-2021, scénario de David Chauvel, Delcourt, 2022 (ISBN 9782413027447).
- Dans les oubliettes de la République - Georges Ibrahim Abdallah, scénario de Pierre Carles, Delcourt, 2024 (ISBN 9782413044000).